# As Empoderadas
As Empoderadas é uma série de quadrinhos criada por Germana Viana e publicada de forma regular desde julho de 2016 de forma digital na plataforma Social Comics através de seu selo Pagu Comics, voltado à publicação de HQs feitas apenas por artistas mulheres. A série, editada por Ana Recalde, conta a história de três mulheres comuns que ganham superpoderes após um estranho fenômeno solar e resolvem se tornar justiceiras. Em 2017, série ganhou o 29º Troféu HQ Mix na categoria "melhor web quadrinho".